# Ferdinand Reinhardt
Ferdinand Reinhardt (* 31. Jänner 1882 in Hackenbuch; † 8. Februar 1948 in Linz) war ein österreichischer Politiker und Arzt. Er gehörte 1945 als Beamter der Oberösterreichischen Landesregierung an.

## Leben
Reinhardt legte 1903 am k.k. Staatsgymnasium in Ried im Innkreis die Matura ab und studierte danach Medizin an der Universität Wien. Er promovierte 1909 zum Doktor der gesamten Heilkunde und legte 1911 die Physikatsprüfung ab. Seine erste Beschäftigung fand er im Mai 1909 als Anstaltsarzt am Kinderhospital der Stadt Wien in Bad-Hall, bereits im Oktober wechselte er als Assistenzarzt-Stellvertreter ins Garnisonsspital in Linz. Im Oktober 1910 kehrte er kurzzeitig als Secundararzt ins Kinderhospital der Stadt Wien zu Bad-Hall zurück, nach der Ablegung der Physikatsprüfung trat er in den Dienst der Statthalterei Oberösterreich, wo er zunächst als Sanitätsassistent und danach bis 1913 als Arzt der Bezirkshauptmannschaft Grieskirchen und von 1913 bis 1919 als Arzt der Bezirkshauptmannschaft Eferding beschäftigt war. 1916 wurde er zum Bezirksarzt ernannt.
Während des Ersten Weltkriegs diente Reinhardt als Bakteriologe einer Armee und Kommandant eines Epidemiespitals. 1919 wechselte er beruflich zum Amt der Oberösterreichischen Landesregierung, war jedoch weiter als Bezirksarzt eingesetzt, wobei er 1920 zum Oberbezirksarzt ernannt wurde. 1923 wechselte er von seiner Tätigkeit in Eferding als stellvertretender Leiter zum Bakteriologisch diagnostischen Staatslaboratorium nach Linz und war von Juli 1923 bis Juli 1935 als Landessanitätsinspektor für Oberösterreich tätig. Danach fungierte er als Leiter der Gesundheitsabteilung der Oberösterreichische Landeshauptmannschaft, als der er 1938/39 abgesetzt wurde. 1938 beantragte er die Aufnahme in die NSDAP, wurde aber 1940 abgelehnt. Ab Dezember 1939 war er als Leiter des Gesundheitsamts Linz-Land tätig. Daneben war er Sachverständiger des Oberversicherungsamtes, Sachbearbeiter der Reichsstatthalterei Oberdonau und Sachbearbeiter für medizinische Angelegenheiten in der Gesundheitsabteilung. Ab 1944 wirkte er als Leiter der Gesundheitsabteilung, zudem war er ab 1940 Ärztlicher Beisitzer des Erbgesundheitsobergerichts. Nach dem Tod von Johann Hager übernahm er dessen Sitz im Erbgesundheitsgericht und war dadurch in beiden Instanzen der Erbgerichtsbarkeit vertreten. In der Folge musste er über Urteile Erbgesundheitsobergericht entscheiden, an denen er bereits am Erbgesundheitsgericht beteiligt war.
Reinhardt wurde während seiner Tätigkeiten 1935 zum Landessanitätsdirektor ernannt, 1936 erhielt er den Berufstitel Hofrat verliehen. Ab 1939 trug er die Amtsbezeichnung Oberregierungs- und Medizinalrat. Er wirkte von 1937 bis 1939 auch als Direktor der Bundes-Hebammen-Lehranstalt in Linz, war Obmann des Vereins der Amtsärzte in Oberösterreich sowie Leiter der Staatlichen Krankenpflegeschule.
Nach dem Zweiten Weltkrieg setzte er seine Karriere ab Mai 1945 als Landessanitätsdirektor fort, wobei er vom 17. Mai 1945 bis zum 25. Oktober 1945 auch Mitglied der Landesregierung Eigl (Beamtenregierung) war, wo er für das Gesundheitswesen verantwortlich war. Im November 1945 wurde er beurlaubt und 1946 außer Dienst gestellt bzw. 1947 in die Pension versetzt.

## Auszeichnungen
- Signum Laudis (1914)
- Ehrenzeichen II. Klasse vom Roten Kreuz
- Ritterkreuz des Franz-Joseph-Ordens mit der Kriegsdekoration